# Понтеведра (футбольный клуб)
«Понтеведра» (галис. и исп. Pontevedra CF) — испанский футбольный клуб из одноимённого города, в одноимённой провинции в автономном сообществе Галисия. Клуб основан в 1941 году, гостей принимает на стадионе «Мунисипаль де Пасарон», вмещающем 12 500 зрителей. В Примере команда провела в общей сложности 6 сезонов, последним из которых является сезон 1969/70, лучшим результатом является 7-е место в сезоне 1965/66.

## Сезоны по дивизионам
- Примера — 6 сезонов
- Сегунда — 9 сезонов
- Сегунда B — 32 сезона
- Терсера — 26 сезонов
- Региональные лиги — 3 сезона